# Беекхёйзен
Беекхёйзен (нидерл. Beekhuizen) — один из районов Парамарибо. В прошлом — плантация сахарного тростника. Беекхёйзен расположен на реке Суринам к югу от центра города. В 2012 году население района составляло 17 185 человек, согласно данным Центрального бюро гражданских дел (CBB).

## История
Плантация была основана до 1700 года Бенджамином Биком. Около 1850 года часть земли была куплена Евангелической братской церковью, которая основала школу для детей рабов. В 1863 году рабство было отменено, и последние три порабощённых человека получили свободу. Железнодорожный цех и причал находились в Беекхёйзене и работали до 1961 года.
В начале Второй мировой войны, в мае 1940 года, здесь находились некоторые интернированные суринамские заключённые, а также немцы на временной основе до завершения строительства лагеря для интернированных в Копивеге.
В 1945 году Беекхёйзен и Зорг-эн-Хооп были присоединены к городу Парамарибо. В 1947 году часть бывшей плантации была куплена компанией Bruynzeel Suriname Wood Company для строительства завода по производству пиломатериалов. В 1952 году Руди Каппелем и Германом ван Эйком на территории района был построен аэропорт Зорг-эн-Хооп.
С середины 1950-х годов в Беекхёйзене были построены жилые районы. В 1960 году часть Беекхуизена была выкуплена суринамским правительством для строительства порта Жюля Седни. В 2000 году через реку Суринам был открыт мост Жюля Вейденбоса, соединяющий Парамарибо и Мерзорг.

## Транспорт
На территории района действует аэропорт Аэропорт Зорг-Эн-Хооп.